# Scrimă la Universiada de vară din 1977
Probele de scrimă la Universiada de vară din 1977 s-au desfășurat în Sofia, Bulgaria.

## Rezultate

### Masculin
| Probă             | Aur                                                                                 | Argint                   | Bronz                     |
| Floretă           | Sabirjan Ruziev (URS)                                                               | Klaus Haertter (GDR)     | Aleksandr Romankov (URS)  |
| Floretă pe echipe | Uniunea Sovietică                                                                   | Polonia                  | Italia                    |
| Spadă             | Philippe Riboud (FRA)                                                               | Boris Lukomski (URS)     | François Suchanecki (SUI) |
| Spadă pe echipe   | România · Ioan Popa · Octavian Zidaru · Costică Bărăgan · Liviu Angelescu           | Franța                   | Uniunea Sovietică         |
| Sabie             | Cornel Marin (ROU)                                                                  | Angelo Arcidiacono (ITA) | Dan Irimiciuc (ROU)       |
| Sabie pe echipe   | România · Cornel Marin · Marin Mustață · Ioan Pop · Alexandru Nilca · Dan Irimiciuc | Ungaria                  | Uniunea Sovietică         |

## Feminin
| Probă             | Aur                    | Argint | Bronz                         |
| Floretă           | Katarina Raczová (TCH) | Cornelia Hanisch (FRG)                                                                                        | Ildikó Schwarczenberger (HUN) |
| Floretă pe echipe | Uniunea Sovietică      | România · Magdalena Chezan · Ecaterina Stahl-Iencic · Ileana Gyulai-Drîmbă · Viorica Draga · Adriana Dragomir | Franța                        |